# Erbachhofer Weinapfel
Der Erbachhofer Weinapfel (auch 'Erbachhofer' oder 'Erbachhofer Mostapfel') ist eine Apfelsorte aus Erbachhof in Baden-Württemberg.

## Geschichte
Der 'Erbachhofer Weinapfel' stammt ursprünglich aus Erbachhof und wurde 1925 von der Meckenheimer Baumschule Christian Fey als Ersatz für die krankheitsanfällige Sorte Trierer Weinapfel (ebenfalls ein Mostapfel) in den Handel gebracht.

## Standort und Phytopathologie
Die Sorte 'Erbachhofer Weinapfel' stellt geringe Ansprüche an Boden und Klima. Sie gedeiht auch auf schlechten Böden, wenn der Standort ausreichend warm ist, ebenso in mittleren Höhenlagen. Sie ist robust gegenüber Krankheiten und Schädlingen und erfordert einen geringen Pflegeaufwand.

## Sorteneigenschaften

### Blütezeit
Der 'Erbachhofer Weinapfel' gehört zu den mittelfrüh blühenden Sorten und gilt als frosthart und guter Pollenspender.

### Frucht
Die Sorte trägt kleine bis mittelgroße Früchte. Zur Reifezeit sind diese kräftig rot, die Schale wirkt etwas fettig. Die Äpfel sind von säuerlich-würzigem Geschmack. Der Ertrag ist spät einsetzend, dann aber hoch. Erntezeit ist ab Ende September.

### Genussreife
Verarbeitung findet am besten im Oktober statt. Die Früchte sind bis Januar lagerfähig.